# Ideopsis hewitsonii
Ideopsis hewitsonii là một loài bướm giáp thuộc phân họ Danainae. Đây là loài đặc hữu của Indonesia.